# Mountain Farm Museum
Le Mountain Farm Museum est un musée américain dans le comté de Swain, en Caroline du Nord. Ce musée agricole en plein air opéré par le National Park Service est situé au sein du parc national des Great Smoky Mountains, derrière l'office de tourisme dit Oconaluftee Visitor Center.
L'un des principaux édifices exposés est la John Davis House, déplacée ici par le National Park Service comme la plupart des autres bâtiments du musée. On y rencontre aussi, entre autres, une grange et une spring house.